# 品田愛斗
品田 愛斗（しなだ まなと、1999年9月19日 - ）は、埼玉県出身のプロサッカー選手。Jリーグ・ジェフユナイテッド千葉所属。ポジションはミッドフィールダー（MF）。

## 来歴

### プロ入り前
八潮メッツからレジスタFC、FC東京の下部組織に入団。U-15深川では10番を背負い高円宮杯全日本ユース(U-15)サッカー選手権大会で優勝を果たした。2016年にトップチームに2種登録選手されると、J3リーグにも出場を果たした。
2017年より高校3年になるとボランチとしてU-18とU-23を並行して戦い、日本クラブユースサッカー選手権(U-18)大会の2連覇を達成した。2017年9月、来年度よりトップチームに昇格することが発表された。12月、高円宮杯U-18サッカーリーグ最終戦の青森山田高校戦ではCKを直接決めて、クラブ史上初のEAST優勝、そしてチャンピオンシップもPKで得点をし優勝に貢献した。

### プロ経歴
2018年、FC東京のトップチームに昇格を果たした。4月18日、ルヴァンカップ第4節の横浜F・マリノス戦でトップチーム初出場を果たした。8月19日、J1第23節の北海道コンサドーレ札幌戦でJ1リーグデビュを果たした。
2020年8月23日、第12節の湘南ベルマーレ戦でJ1初先発を飾った。9月16日、第16節の大分トリニータ戦でプロ入り初ゴールを決めた。
2023年、ヴァンフォーレ甲府へ期限付き移籍。4月8日のベガルタ仙台戦で左足を負傷し長期離脱したものの、20試合に出場し2得点を記録した。また前年の天皇杯で甲府が優勝しAFCチャンピオンズリーグ2023/24の出場権を得ていたことから、グループステージの2試合に出場した。
2024年1月にはローン期限満了に伴いFC東京に復帰したが、シーズン開幕後の第1登録期間が終わる直前の3月26日にジェフユナイテッド千葉への期限付き移籍が発表された。
2025年よりジェフユナイテッド千葉に完全移籍に移行。

## 所属クラブ
- レジスタFC

（FC東京サッカースクール 深川アドバンスクラス）
- FC東京U-15深川
- FC東京U-18
  - 2016年 - 2017年 FC東京（2種登録選手）
- 2018年 - 2024年  FC東京
  - 2023年  ヴァンフォーレ甲府（期限付き移籍）
  - 2024年3月 - 12月  ジェフユナイテッド千葉
- 2025年 -  ジェフユナイテッド千葉

## 個人成績
| 国内大会個人成績 | 国内大会個人成績 | 国内大会個人成績 | 国内大会個人成績 | 国内大会個人成績 | 国内大会個人成績 | 国内大会個人成績 | 国内大会個人成績 | 国内大会個人成績 | 国内大会個人成績 | 国内大会個人成績 | 国内大会個人成績 |
| 年度             | クラブ           | 背番号           | リーグ           | リーグ戦         | リーグ戦         | リーグ杯         | リーグ杯         | オープン杯       | オープン杯       | 期間通算         | 期間通算         |
| 年度             | クラブ           | 背番号           | リーグ           | 出場             | 得点             | 出場             | 得点             | 出場             | 得点             | 出場             | 得点             |
| 日本             | 日本             | 日本             | 日本             | リーグ戦         | リーグ戦         | リーグ杯         | リーグ杯         | 天皇杯           | 天皇杯           | 期間通算         | 期間通算         |
| ---------------- | ---------------- | ---------------- | ---------------- | ---------------- | ---------------- | ---------------- | ---------------- | ---------------- | ---------------- | ---------------- | ---------------- |
| 2018             | FC東京           | 44               | J1               | 1                | 0                | 3                | 0                | 1                | 0                | 5                | 0                |
| 2019             | FC東京           | 44               | J1               | 0                | 0                | 1                | 0                | 0                | 0                | 1                | 0                |
| 2020             | FC東京           | 44               | J1               | 9                | 1                | 0                | 0                | -                | -                | 9                | 1                |
| 2021             | FC東京           | 18               | J1               | 8                | 0                | 4                | 0                | 1                | 0                | 13               | 0                |
| 2022             | FC東京           | 18               | J1               | 2                | 0                | 3                | 0                | 0                | 0                | 5                | 0                |
| 2023             | 甲府             | 17               | J2               | 20               | 2                | -                | -                | 1                | 0                | 21               | 2                |
| 2024             | FC東京           | 18               | J1               | 0                | 0                | 0                | 0                | 0                | 0                | 0                | 0                |
| 2024             | 千葉             | 44               | J2               | 24               | 0                | -                | -                | 2                | 1                | 26               | 1                |
| 2025             | 千葉             | 44               | J2               |                  |                  |                  |                  |                  |                  |                  |                  |
| 通算             | 日本             | 日本             | J1               | 20               | 1                | 11               | 0                | 2                | 0                | 33               | 1                |
| 通算             | 日本             | 日本             | J2               | 44               | 2                | -                | -                | 4                | 1                | 48               | 3                |
| 総通算           | 総通算           | 総通算           | 総通算           | 64               | 3                | 11               | 0                | 6                | 1                | 81               | 4                |

| 2016   | F東23  | 28     | J3     | 1  | 0 | 1  | 0 |
| 2017   | F東23  | 43     | J3     | 18 | 0 | 18 | 0 |
| 2018   | F東23  | 44     | J3     | 31 | 0 | 31 | 0 |
| 2019   | F東23  | 44     | J3     | 32 | 0 | 32 | 0 |
| 通算   | 日本   | 日本   | J3     | 94 | 0 | 94 | 0 |
| 総通算 | 総通算 | 総通算 | 総通算 | 94 | 0 | 94 | 0 |

- 2016年、2017年は2種登録選手
- Jリーグ初出場 - 2016年9月11日 J3第21節 vsグルージャ盛岡（いわぎんスタジアム）
- Jリーグ初得点 - 2020年9月16日 J1第24節 vs大分トリニータ（味スタ）

| 国際大会個人成績 | 国際大会個人成績 | 国際大会個人成績 | 国際大会個人成績 | 国際大会個人成績 |
| 年度             | クラブ           | 背番号           | 出場             | 得点             |
| AFC              | AFC              | AFC              | ACL              | ACL              |
| ---------------- | ---------------- | ---------------- | ---------------- | ---------------- |
| 2020             | FC東京           | 44               | 1                | 0                |
| 2023/24          | 甲府             | 17               | 2                | 0                |
| 通算             | AFC              | AFC              | 3                | 0                |

## タイトル

### クラブ
FC東京U-15深川
- 高円宮杯第26回全日本ユース(U-15)サッカー選手権大会（2014年）

FC東京U-18
- 日本クラブユースサッカー選手権 (U-18)大会（2016年、2017年）
- 日本クラブユースサッカー選手権(U-18)関東大会 （2017年）
- 高円宮杯U-18サッカーリーグ プレミアリーグEAST（2017年）
- 高円宮杯U-18サッカーリーグ チャンピオンシップ（2017年）

## 代表歴
- U-16日本代表
  - U-16インターナショナルドリームカップ（2015年）
- U-18日本代表
  - U19-Four Nations（2017年）
- U-19日本代表
  - トレーニングキャンプ（2018年）